# Copernicà
El Copernicà és un període de l'escala geològica lunar que començà fa 1.100 milions d'anys i encara dura. La base del període Copernicà es defineix amb els cràters d'impacte que tenen rageres òpticament immadures. El Copèrnic és un clar exemple de cràter amb rageres, però no marca la base del període Copernicà. No es té coneixement de cap erupció de basalts durant el Copernicà, de manera que es pensa que l'activitat geològica lunar ja s'havia acabat en començar aquest període.

## Definició
La base del període Copernicà es defineix basant-se en el coneixement que els materials acabats d'aflorar a la superfície lunar solen ser "brillants" i que s'enfosqueixen amb el pas del temps com a resultat de l'erosió espacial. Originalment, aquest període es definia com el temps en què els cràters d'impacte perderen llurs rageres brillants. Tanmateix, aquesta definició ha estat recentment debatuda, ja que algunes rageres són brillants per la seva composició i no per l'erosió espacial que han sofert. En particular, si les ejeccions d'un cràter format als altiplans queden dipositades en una mar d'albedo reduït, continuaran sent brillants fins i tot després de ser erosionades.

## Relació amb l'escala geològica terrestre
El seu equivalent a la Terra són el Neoproterozoic i la totalitat del Fanerozoic. Així doncs, mentre la vida començava a la Terra, l'activitat geològica lunar s'acabà.